# Freycinetia forbesii
Freycinetia forbesii är en enhjärtbladig växtart som beskrevs av Henry Nicholas Ridley. Freycinetia forbesii ingår i släktet Freycinetia och familjen Pandanaceae. Inga underarter finns listade.